# Mic Gillette
Mic Gillette (East Bay, California, 7 de mayo de 1951-17 de enero de 2016) fue un trompetista, trombonista y tubista estadounidense de jazz rock y rock.

## Trayectoria
Hijo de Ray Gillette, trombonista de las big bands de Tommy Dorsey, Harry James y Stan Kenton, Mic fue un "niño prodigio" que ya tocaba la trompeta con sólo cuatro años. A los 15 años se unió a los "Gotham City Crime Fighters" (1966), que más tarde se integrarían en Tower of Power. Gillette dejaría temporalmente la banda para realizar una gira con el grupo Cold Blood, pero volvería con Tower of Power un año más tarde, participando en giras con Santana y Creedence Clearwater Revival. La reputación del grupo como sección de metales, les posibilitó trabajar igualmente con otros muchos artistas, entre ellos Rod Stewart y Rolling Stones. Realizó también un gran número de grabaciones como músico de sesión, durante casi una década, realizando además giras y grabaciones con Doobie Brothers y Carlos Santana.
En 1980, se incorporó a la banda de jazz rock Blood, Sweat & Tears, en sustitución de Bruce Cassidy, permaneciendo en ella casi dos años. Continuó con Tower of Power hasta 1984, cuando se apartó del mundo de la música, para dedicarse a negocios de paisajismo en su zona natal, permaneciendo 14 años fuera de la escena. En 1998 regresó, para sumarse al grupo Sons of Champlin, liderado por el ex-cantante y teclista de Chicago, Bill Champlin, con quienes permaneció hasta 2006. En 2005 publicó su primer disco como líder, Earl Candy (BRK Records), participando también, el mismo año, en el disco Hip Lil's dream, de Sons of Champlin. Tras recuperarse de un ataque al corazón, continuó trabajando como arreglista y dirigiendo su propia banda, junto al guitarrista Dave Schcram.
En 2009, veinticinco años después de su marcha, volvió a incorporarse a Tower of Power, sustituyendo a Mick Bogart.